# 8291 Bingham
För andra betydelser, se Bingham (olika betydelser).
8291 Bingham eller 1992 RV1 är en asteroid i huvudbältet som upptäcktes den 2 september 1992 av den belgiske astronomen Eric W. Elst vid La Silla-observatoriet. Den är uppkallad efter amerikanen Hiram Bingham III.
Den tillhör asteroidgruppen Astraea.